# Xã Crosby, Quận White, Arkansas
Xã Crosby (tiếng Anh: Crosby Township) là một xã thuộc quận White, tiểu bang Arkansas, Hoa Kỳ. Năm 2010, dân số của xã này là 607 người.